# تیلکا
تیلکا (به لاتین: Tylka) یک منطقهٔ مسکونی در لهستان است که در Gmina Krościenko nad Dunajcem واقع شده‌است.